# Vasikkasaari (Helsinki)
Pour les articles homonymes, voir Vasikkasaari.
Vasikkasaari est une île de l'archipel d'Helsinki dans le golfe de Finlande à Helsinki en Finlande.

## Géographie
L'île de Vasikkasaari a une superficie de 17,4 hectares et elle est à 0,7 kilomètre du continent. Elle culmine à 25 mètres d'altitude.
Depuis le milieu des années 1980, Vasikkasaari fait partie du quartier de Suomenlinna.
Vasikkasaari est un espace de plein air et de loisirs appartenant à la ville d'Helsinki. L'île est située juste à proximité du centre d'Helsinki dans Kruunuvuorenselkä entre Katajanokka, Laajasalo, Santahamina et Suomenlinna.

Vasikkasaari.

## Accès
L'île est accessible en  bateau-bus M/S LOTTA de juin à août à partir du quai numéro 4 de la Place du Marché d'Helsinki.
L'île est aussi accessible en bateau au départ d'Hakaniemi à destination de Vasikkasaari, Vallisaari et Lonna via Kruunuvuorenranta.